# Dispholidus typus
La bumslang (Dispholidus typus) és una espècies serp verinosa de la família Colubridae àmpliament distribuïda per Àfrica subsahariana
És de mida és relativament petita, entre 1 a 1,50 metres de longitud. Té diferents fases de colors segons les zones. Els mascles són més colorits que les femelles i la característica comuna és que posseeixen l'ull més gran de totes les serps, que a més és d'un color verd brillant i molt cridaner en els exemplars joves.
És una serp dòcil, tímida i fuig fàcilment però quan és provocada ataca mossegant amb força, amb tota la boca oberta, ja que els ullals verinosos estan en la part posterior del maxil·lar superior.